# Tiffany Trump
Tiffany Arianna Trump (West Palm Beach, 13 de outubro de 1993) é uma socialite e modelo norte-americana. É filha do 45.º e 47.º presidente dos Estados Unidos, Donald Trump, e da sua segunda esposa, Marla Maples.

## Vida e educação
É a única filha de Donald Trump e da sua segunda mulher, Marla Maples. Foi chamada pelos seus pais por causa da Tiffany & Company; o seu pai comprou os direitos aéreos da loja nos anos 80 permitindo-lhe construir a Torre Trump na Fifth Avenue. Ela foi criada pela sua mãe na Califórnia, onde viveu até se graduar da escola secundária. Foi educada na Escola Viewpoint, em Calabasas, e graduou-se pela Universidade da Pensilvânia, onde estudou sociologia e estudos urbanos em 2016.

## Carreira

### Música e moda
Em 2014, enquanto estava na Universidade da Pensilvânia, Trump lançou um single "Like a Bird", e mais tarde disse, numa entrevista com Oprah Winfrey, que estava a avaliar se iria seguir a carreira musical "até a um nível seguinte como profissional". Tiffany também trabalhou como estagiária na Vogue e fez trabalho de modelo para o programa de moda de 2016 de Andrew Warren durante a Semana da Moda de Nova Iorque.

### Instagram
Tiffany é uma frequente publicadora do Instagram onde, em 2019, tinha mais de 1 milhão de seguidores. As suas publicações no Instagram são normalmente feitas com amigos e seguidores dela incluindo Kyra Kennedy, filha de Robert F. Kennedy Jr., Gaïa Matisse, trisneta do artista Henri Matisse, e EJ Johnson, filho de Magic Johnson. O grupo, cujas fotos com poses são editadas por Andrew Warren, foram referidas coletivamente como "os miúdos ricos do Instagram" pelo New York Post e por "Snap Pack" pelo The New York Times e revista New York.

## Vida pessoal
Segundo Trump, ela está registada para votar na Pensilvânia como membro do Partido Republicano. Durante as eleições presidenciais de 2016, juntou-se ao seu pai e outros membros da família Trump em aparições da campanha. Falou na Convenção Nacional Republicana de 2016 na segunda noite da Convenção.
Ela tem vindo a estar romanticamente ligada a Ross Mechanic, que conheceu enquanto eram ambos estudantes em Penn. O pai de Ross, Jonathan Mechanic, é o presidente do departamento de imobiliária da Fried, Frank, Harris, Shriver & Jacobson.